# Abさんご
「abさんご」（エイビーさんご）は、黒田夏子による小説。

## 概要
2012年9月7日発売の『早稲田文学』5号に、第24回早稲田文学新人賞受賞作品として掲載された。なお同賞受賞は蓮實重彦の単独選考によるものであった。2013年1月、第148回芥川龍之介賞を受賞。横書きで書かれた作品であり、横書きの小説による受賞は芥川賞史上初。また作者は受賞時75歳で、受賞時点において史上最高齢の芥川賞受賞者となった。
2013年1月22日、文藝春秋より単行本として刊行された。同年2月9日、同社より電子書籍版が配信開始された。2015年7月10日、文春文庫として『abさんご・感受体のおどり』が発売された。

## 内容
『受像者』から始まる15の断章からなる物語。主人公は両親の片割れを幼少時に亡くしており、もう片方の親も最近亡くしている。小学校入学の際に二校の選択肢があった幼少時代についての夢をきっかけとした追想が始まる。

## 評価
『早稲田文学』で新人賞を取った。その際に蓮實重彦による選評における「普通の形式で書かれていないというだけの理由でこの作品を読まないのは損だ」という意味の文言が抜粋され推薦文として単行本の帯に載せられた。
中野翠は「サンデー毎日」の連載コラムで、2013年3月3日号で、高く評価した。最初はあざとい実験作と思ったが読み進むうちに面白くなった、第一章のタイトルである受像者という造語が気に入った、などと書いた。
小谷野敦は、アマゾンドットコムのレビューで最低点である星一つの採点をし、新人賞公募なら一発で撥ねられる水準の作品だが、蓮實が誉めたから芥川賞などを受賞できたのだと述べた。

### 芥川賞選考委員による選評
山田詠美は、自分は絶対に書かないと決めた書き方で書かれているので、読んでいる間じゅう、くすぐったかったし、全篇に漂う「一人うっとり感」にも違和感を覚えたと述べた。他の選考委員が前衛と言ったが、一昔前の前衛ではないかとの疑問を呈した。
村上龍は、洗練されすぎていて芥川賞には向かないが、この作品が受賞したことは嬉しかったと述べた。